# Hiera (Ritual)
Hiera (altgriechisch ἱερά ‚Rituale‘), Plural von hieron (τὸ ἱερόν ‚Heiligtum‘), bezeichnet im Umfeld des griechischen Opferwesens Rituale. Von der Wissenschaft wird Hiera sowohl als allgemeiner Begriff für Rituale interpretiert als auch als spezifisches Ritual in einer Thysia, bei der Getreide und Kuchen verbrannt wurden.

## Definition
Hiera war ein allgemeiner Begriff für Rituale im Umfeld des griechischen Opferwesens. Im Besonderen bezeichnete es Teile eines Opfers, die auf einem Altar verbrannt wurden, oder die Deutung von Zeichen eines Opfers.
Gunnel Ekroth definiert Hiera als regelmäßiges Ritual in einer Thysia. Das Ritual enthält das Verbrennen von Getreide und Kuchen.
Eine neuere Definition bezeichnet Hiera als „Dinge der Götter“ und interpretiert den Begriff als umfassend für alle Feste und Kulte für Götter und Tote zusammen. Im Umfeld dieser Interpretation bezieht sich Hiera im Speziellen auch auf einzelne konkrete Gegenstände, die Menschen den Göttern dargebracht und sie in einen heiligen Bereich gestellt hatten. Durch diese Handlung wurden die Gegenstände geweiht.

## Ritual
Hiera als allgemeines Ritual verstanden mussten „(äußerlich) schön“ (καλά) ausgeführt sein, um die Zustimmung der Götter zu erhalten. Hiera kala beinhalteten das Opfertier, das kalon sein musste. Das Alter musste ebenso wie das Geschlecht und die Farbe stimmen. Für manche Fälle ist überliefert, dass ein eigentlicher „Schönheitswettbewerb“ stattfand, um die richtigen Tiere auszuwählen. Dafür bestimmte der Demos Beamte, die die besten Tiere auszuwählen hatten. Ebenso mussten die Teilnehmer und Zuschauer kalos – das heißt „sittlich schön“ – sein. In einem Fall, der aus Athen überliefert ist, wurde eine Ehebrecherin vom Schrein entfernt, damit die Götter von ihrer schädlichen Anwesenheit befreit waren.
Die Demoi regulierten die Durchführung des ganzen Opfers. Während der Prozession sorgten sie für Ordnung und verteilten die Preise für die besten Darbietungen von Sängern und Poeten. Priester unterschrieben Verträge und Theoroi (Beauftragte für die Durchführung der Festivals) mussten Bericht erstatten, wenn sie von einem Festival heimkehrten. Beamte, die Opfer darbrachten, wurden einer Prüfung unterzogen.
Bei den Hiera kala ging es nicht um Erfolg, sondern um das Urteil der Götter, ob ihnen das Opfer gefallen hatte oder nicht.